# Wywiad kwestionariuszowy
Wywiad kwestionariuszowy (standaryzowany) jest to jedna z metod stosowanych w naukach społecznych.

 Metoda ta polega na uzyskiwaniu danych poprzez zadawanie pytań na podstawie specjalnie przygotowanego kwestionariusza uzyskiwanie odpowiedzi przez ankietera od wybieranych na podstawie odpowiednio dobieranych prób badawczych respondentów.

Metoda ta jest najbardziej powszechną w socjologii.
Badacz ma zaplanowane pytania, kolejność pytań, formę i stylistykę i według tego dokonuje badania.